# 카일 라우리
카일 터렐 라우리(영어: Kyle Terrell Lowry, 1986년 3월 25일 ~ )는 미국의 농구 선수로 포지션은 포인트 가드이다. 현재 NBA의 필라델피아 세븐티식서스 소속으로 활동하고 있다. NBA 올스타에 6번 선정되었으며, 2016년에는 올-NBA 서드팀에 선정되었다. 2019년에 토론토 랩터스의 일원으로 팀 역사상 첫 NBA 우승을 차지했다. 미국 농구 국가대표팀의 일원으로 활동했으며, 2016년 하계 올림픽에서 금메달을 획득하였다.